# Mattia Serafini
Mattia Serafini (Fano, 4 luglio 1983) è un ex calciatore italiano, di ruolo difensore.

## Carriera
Ha totalizzato 53 presenze e 2 reti in Serie B, tutte con la maglia dell'AlbinoLeffe.

### Calcioscommesse
In seguito allo scandalo del calcioscommesse, l'8 maggio 2012 viene deferito dalla Procura federale della FIGC.
Il 1º giugno il procuratore federale Stefano Palazzi richiede per lui 3 anni e 6 mesi di squalifica.
Il 18 giugno in primo grado gli viene confermata la squalifica di 3 anni e 6 mesi.
Il 9 febbraio 2015 la procura di Cremona termina le indagini e formula per lui e altri indagati le accuse di associazione a delinquere e frode sportiva.

## Palmarès

### Club

#### Competizioni nazionali
- Serie C1: 1

Ravenna: 2006-2007